# 22Y busz (Debrecen)

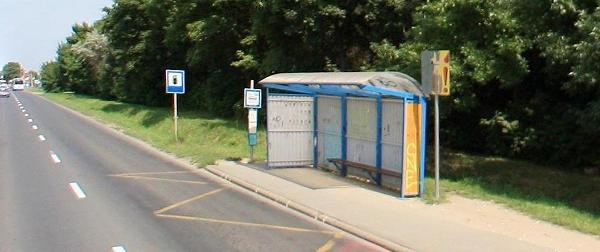
Vincellér utca

A debreceni 22Y jelzésű autóbusz a Vincellér utca - Böszörményi út - Auguszta - Vincellér utca útvonalon közlekedik körjáratként. Útvonala során érinti a belvárost,  Tócóskert tért, Tescót, Segner tért, Alföldi Nyomdát, Tűzoltóságot, Kertvárost, Agrártudományi Centrumot, Csokonai Vitéz Mihály Gimnáziumot, Egyetemi sporttelepet, az  Augusztát, Városi köztemetőt, Sportuszoda, Hódos Imre Sportcsarnokot, Főnix Csarnokot, Campust, Fórum Debrecent, Debrecen Plázát, Tanítóképző Főiskolát, Kölcsey Központot, Egészségügyi Járóbeteg Központot és a Tócóskertet.
A járat elsődleges célja, hogy összekösse az egyetem különböző épületeit, így az Agrárt, a klinikát és a Kassai úti Campust. A 22Y-os járatokon felül közlekednek 22-es jelzésű járatok is, hasonló útvonalon, mely mindössze annyiban tér el, hogy az egyetem helyett az Augusztán át meg.
A busz egy nagy 8-as alakú körjárat. Ennek a körjáratnak a másik irányba járó változata a 24/24Y.

## Járművek
A viszonylaton Alfa Cívis 12 szólóbuszok közlekednek, de csúcsforgalom idején indul Alfa Cívis 18 csuklós busz is.

## Útvonala
| Év        | Végállomások                               | Útvonal |
| --------- | ------------------------------------------ | --- |
| 2011      | Vincellér utca – Auguszta – Vincellér utca | Derék utca – Kishegyesi út – Pesti utca – Böszörményi út – Békessy Béla utca – Móricz Zsigmond út – Pallagi út – Nagyerdei körút – Ady Endre út – Benczúr Gyula utca – Kassai út – Csapó utca – Rákóczi utca – Hunyadi János utca – Bethlen utca – Hatvan utca – Kishegyesi út – Derék utca                           |
| 2011-2012 | Vincellér utca – Auguszta – Vincellér utca | István út – Kishegyesi út – Pesti utca – Böszörményi út – Békessy Béla utca – Móricz Zsigmond út – Pallagi út – Nagyerdei körút – Ady Endre út – Benczúr Gyula utca – Hadházi út – Zákány utca – Kassai út – Csapó utca – Rákóczi utca – Hunyadi János utca – Bethlen utca – Hatvan utca – Kishegyesi út – Derék utca |
| 2012-től  | Vincellér utca – Auguszta – Vincellér utca | István út – Kishegyesi út – Pesti utca – Böszörményi út – Békessy Béla utca – Móricz Zsigmond út – Pallagi út – Nagyerdei körút – Ady Endre út – Benczúr Gyula utca – Kassai út – Csapó utca – Rákóczi utca – Hunyadi János utca – Bethlen utca – Hatvan utca – Kishegyesi út – Derék utca                            |

## Megállóhelyei
Az átszállási kapcsolatok között az Auguszta helyett az Egyetemet érintő 22-es, illetve az ellenkező irányban közlekedő 24-es és 24Y buszok nincsenek feltüntetve.
| 0  | Vincellér utca végállomás            |                                                                     |
| 1  | Tócóskert tér                        | 19, 30, 30A, 41, 41Y, 45                                            |
| 3  | István út                            | 41, 41Y, 45, 146 Helyközi buszok                                    |
| 4  | Tőzsér utca                          | 45, 146                                                             |
| 5  | Erőss Lajos utca                     | 45, 146                                                             |
| 7  | Kishegyesi út                        | 12, 17, 17A, 25, 25Y, 45, 46, 125, 125Y, 146                        |
| 9  | Pesti utca                           | 11, 33E, 34, 35, 35E, 35Y, 36, 36E, 42, 42A, 43                     |
| 11 | Alföldi Nyomda                       | 15, 15Y, 34, 35, 35Y, 36 Helyközi buszok                            |
| 12 | Tűzoltóság                           | 15, 15Y, 34, 35, 35Y, 36                                            |
| 14 | Füredi út                            | 15, 15Y, 21, 33, 33E, 34, 35, 35E, 35Y, 36, 36E, A1 Helyközi buszok |
| 15 | Kertváros                            | 15, 15Y, 34, 35, 35Y, 36                                            |
| 17 | Agrártudományi Centrum               | 15, 15Y, 34, 35, 35E, 35Y, 36, 36E Helyközi buszok                  |
| 20 | Csokonai Vitéz Mihály Gimnázium      | 2                                                                   |
| 22 | Sportkollégium                       | 1 10, 10A, 10Y, 12, 23, 23Y                                         |
| 24 | Auguszta                             | 10, 10A, 10Y, 12                                                    |
| 25 | Pallagi út                           | 10, 10A, 10Y, 12, 13, 16                                            |
| 26 | Szociális Otthon                     | 10, 10A, 10Y, 12, 13, 16                                            |
| 29 | Köztemető, főkapu                    | 3, 5                                                                |
| 31 | Kassai út                            | 3, 3A, 5, 5A Helyközi buszok                                        |
| 33 | Kemény Zsigmond utca                 | 3, 3A, 5, 5A                                                        |
| 34 | Főnix Csarnok                        | 3, 3A, 5, 5A 16, 23, 23Y, 51E                                       |
| 35 | Laktanya utca                        | 3, 3A, 5, 5A 11, 16                                                 |
| 37 | Árpád tér                            | 3, 3A, 5, 5A 11, 16 Helyközi buszok                                 |
| 39 | Bercsényi utca                       | 3, 3A 11, 43                                                        |
| 40 | Berek utca                           | 3, 3A 11, 43                                                        |
| 41 | Rákóczi utca                         | 3, 3A 11, 15, 15Y, 43                                               |
| 43 | Kölcsey Központ (Hunyadi János utca) | 2 11, 15, 15Y, 43                                                   |
| 46 | Jókai utca                           | 10, 10A, 10Y, 13, 33                                                |
| 48 | Hatvan utca                          | 10, 10A, 10Y, 13, 33, 34, 35, 35Y, 36                               |
| 48 | Hatvan utca 57.                      |                                                                     |
| 51 | Kishegyesi út                        | 12, 17, 17A, 25, 25Y, 45, 46, 46H, 125, 125Y, 146                   |
| 52 | Dorottya utca                        | 12, 17, 17A, 25, 25Y, 46, 46E, 46H, 125, 125Y, 146                  |
| 54 | Derék utca - Jégcsarnok              | 12, 17, 17A, 25, 25Y, 46, 46E, 46H, 125, 125Y, 146                  |
| 56 | Holló László sétány                  | 12, 19, 25, 25Y, 30, 30A, 125, 125Y                                 |
| 57 | Sárvári Pál utca                     | 12, 19, 25, 25Y, 30, 30A, 125, 125Y                                 |
| 58 | Vincellér utca végállomás            | 12, 19, 25, 25Y, 30, 30A, 41, 41Y, 45, 125                          |

## Járatsűrűség
A járatok 5.15 és 21.50 között indulnak. Tanítási időszakban és tanszünetben 5,6 órakor 2 járatot, 7,15,17,21 órakor 1 járat indul, a többi órában nem indul járat. Hétvégén 5,6,17,21 órakor 1 járatot indítanak, a többi órában nem indul járat.
Pontos indulási idők itt.